# Base aérea Davis-Monthan

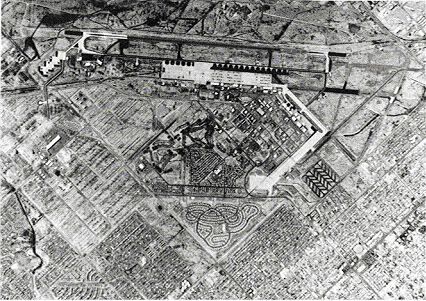
Imagem da base de Davis-Monthan em 1982

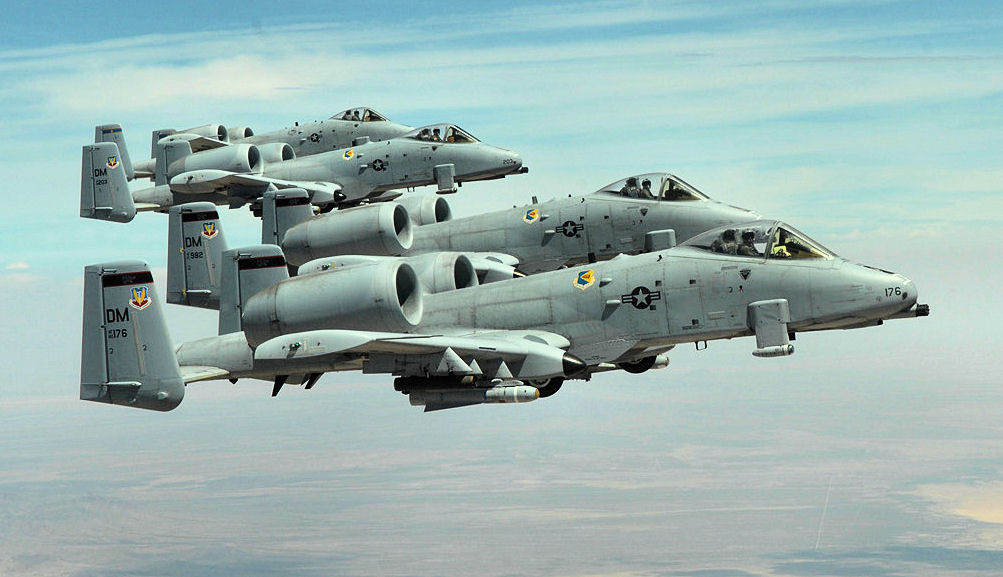
Aeronaves A-10 da Base aérea de Davis-Monthan.

Davis-Monthan Air Force Base é uma base da Força Aérea dos Estados Unidos localizada em Tucson, condado de Pima, Arizona. A base acolhe o serviço de armazenamento do 309th Aerospace Maintenance and Regeneration Group, responsável pelo cemitério de aviões da base. A base fica muito próximo (a leste) do Aeroporto Internacional de Tucson.
Os 7.000 militares e os 1.600 civis que trabalham no local somam US$ 199 milhões na folha de pagamento anual, além de ter um impacto econômico de US$ 750 milhões na cidade de Tucson.
A base abriga o 355.º esquadrão de combate, que inclui os grupos de operação, manutenção e suporte médico. Entre os seus objetivos, está o treino de pilotos para os jatos A-10 e OA-10.